# Communauté de communes Val Vanoise
Die Communauté de communes Val Vanoise ist ein französischer Gemeindeverband mit Rechtsform einer Communauté de communes im  Département Savoie, dessen Verwaltungssitz sich in dem Ort Bozel befindet. Präsident des Gemeindeverbandes ist Thierry Monin.
Der zum 1. Januar 2014 gegründete Gemeindeverband besteht aus neun Gemeinden und zählt 9045 Einwohner (Stand 2022) auf einer Fläche von 400,32 km². Sein Gebiet umfasst ein Seitental der Tarentaise, das vom Doron de Bozel entwässert wird und stark durch seine Lage im Hochgebirge geprägt ist. Im Südwesten ist das Gelände touristisch erschlossen, hier gehören zwei der drei Täler des Skigebietes Trois Vallées zu den Mitgliedsgemeinden. Im Osten dagegen beginnt der Nationalpark Vanoise mit Gipfelhöhen bis zu 3855 m und einer Infrastruktur zwischen den Gemeinden, die sich auf die Talböden beschränkt.

## Aufgaben
Zu den vorgeschriebenen Kompetenzen gehören die Entwicklung und Förderung wirtschaftlicher Aktivitäten sowie die Raumplanung auf Basis eines Schéma de Cohérence Territoriale. Der Gemeindeverband betreibt die Abwasserentsorgung (teilweise) und die Müllabfuhr und -entsorgung. Zusätzlich fördert der Verband Kultur- und Sportveranstaltungen und organisiert den Schulbus- und Nahverkehr zwischen den Gemeinden.

## Historische Entwicklung
Der ursprünglich als Communauté de communes Val Vanoise Tarentaise gegründete Verband änderte mit Wirkung vom 1. Januar 2018 seinen Namen auf die aktuelle Bezeichnung.

## Mitgliedsgemeinden
Folgende Gemeinden gehören der Communauté de communes Val Vanoise an:
| Gemeinde                           | Einwohner 1. Januar 2022 | Fläche km² | Dichte Einw./km² | Code INSEE | Postleitzahl |
| ---------------------------------- | ------------------------ | ---------- | ---------------- | ---------- | ------------ |
| Bozel                              | 2.024                    | 28,80      | 70               | 73055      | 73350        |
| Brides-les-Bains                   | 457                      | 2,63       | 174              | 73057      | 73570        |
| Champagny-en-Vanoise               | 545                      | 84,96      | 6                | 73071      | 73350        |
| Courchevel                         | 2.295                    | 68,90      | 33               | 73227      | 73120        |
| Feissons-sur-Salins                | 174                      | 4,80       | 36               | 73113      | 73350        |
| Les Allues                         | 1.750                    | 85,99      | 20               | 73015      | 73550        |
| Montagny                           | 659                      | 13,26      | 50               | 73161      | 73350        |
| Planay                             | 441                      | 22,41      | 20               | 73201      | 73350        |
| Pralognan-la-Vanoise               | 700                      | 88,57      | 8                | 73206      | 73710        |
| Communauté de communes Val Vanoise | 9.045                    | 400,32     | 23               | –          | –            |